# International Basketball League 1999-2000
La stagione della International Basketball League 1999-2000 è stata la prima edizione della IBL, una delle leghe professionistiche minori nordamericane di pallacanestro.
La stagione regolare si è svolta su un totale di 512 partite, 64 per ciascuna delle 8 squadre.
I playoff, invece, hanno visto scontrarsi: dapprima seconda e terza classificate di ciascuna division; poi, le vincenti se la sono vista con la vincitrice della rispettiva division, approdata di diritto a questa semifinale; dopodiché si è passati alla finale per il titolo.
Si sono laureati campioni i St. Louis Swarm, che hanno sconfitto in finale i Richmond Rhythm con il risultato di 3 a 0.

## Squadre partecipanti
- Balt. Bayrunners
- Cincinnati Stuff
- L.V. Silver Bandits
- New Mexico Slam

- Richmond Rhythm
- S.D. Stingrays
- St. Louis Swarm
- Trenton Sh. Stars

## Classifiche
| Squadra                | V  | P  | %    | GB |
| ---------------------- | -- | -- | ---- | -- |
| Cincinnati Stuff       | 43 | 21 | 67,2 | -  |
| Trenton Shooting Stars | 32 | 32 | 50,0 | 11 |
| Richmond Rhythm        | 23 | 41 | 35,9 | 20 |
| Baltimore Bayrunners   | 17 | 47 | 26,6 | 26 |

| Squadra                  | V  | P  | %    | GB |
| ------------------------ | -- | -- | ---- | -- |
| St. Louis Swarm          | 47 | 17 | 73,4 | -  |
| New Mexico Slam          | 38 | 26 | 59,4 | 9  |
| Las Vegas Silver Bandits | 37 | 27 | 57,8 | 10 |
| San Diego Stingrays      | 19 | 45 | 29,7 | 28 |

## Play-off
|  | Primo turno | Primo turno              | Primo turno     |                          |                 | Semifinali      | Semifinali       | Semifinali |  |  | Finale | Finale | Finale |  |
|  |             |                          |                 |                          |                 |                 |                  |            |  |  |        |        |        |  |
|  |             |                          |                 |                          |                 | 1E              | Cincinnati Stuff | 0          |  |  |        |        |        |  |
|  |             |                          |                 |                          |                 | 1E              | Cincinnati Stuff | 0          |  |  |        |        |        |  |
|  |             |                          |                 | Richmond Rhythm          | 2               |                 |                  |            |  |  |        |        |        |  |
|  | 2E          | Trenton Shooting Stars   | 1               | Richmond Rhythm          | 2               |                 |                  |            |  |  |        |        |        |  |
|  | 2E          | Trenton Shooting Stars   | 1               |                          |                 |                 |                  |            |  |  |        |        |        |  |
|  | 3E          | Richmond Rhythm          | 2               |                          |                 |                 |                  |            |  |  |        |        |        |  |
|  | 3E          | Richmond Rhythm          | 2               |                          | Richmond Rhythm | Richmond Rhythm | 0                |            |  |  |        |        |        |  |
|  |             |                          |                 |                          |                 |                 |                  |            |  |  |        |        |        |  |
|  |             |                          | St. Louis Swarm | St. Louis Swarm          | 3               |                 |                  |            |  |  |        |        |        |  |
|  |             |                          |                 | St. Louis Swarm          | 3               |                 |                  |            |  |  |        |        |        |  |
|  |             |                          |                 |                          |                 |                 |                  |            |  |  |        |        |        |  |
|  |             |                          |                 |                          |                 |                 |                  |            |  |  |        |        |        |  |
|  |             | 1W                       | St. Louis Swarm | 2                        |                 |                 |                  |            |  |  |        |        |        |  |
|  |             |                          |                 | 2                        |                 |                 |                  |            |  |  |        |        |        |  |
|  |             |                          |                 | Las Vegas Silver Bandits | 0               |                 |                  |            |  |  |        |        |        |  |
|  | 2W          | New Mexico Slam          | 1               | Las Vegas Silver Bandits | 0               |                 |                  |            |  |  |        |        |        |  |
|  | 2W          | New Mexico Slam          | 1               |                          |                 |                 |                  |            |  |  |        |        |        |  |
|  | 3W          | Las Vegas Silver Bandits | 2               |                          |                 |                 |                  |            |  |  |        |        |        |  |

## Statistiche
| Categoria             | Giocatore       | Squadra                  | Stat |
| --------------------- | --------------- | ------------------------ | ---- |
| Punti per gara        | J.R. Henderson  | Las Vegas Silver Bandits | 22,6 |
| Rimbalzi per gara     | Rocky Walls     | Las Vegas Silver Bandits | 12,3 |
| Assist per gara       | Ryan Lorthridge | Trenton Shooting Stars   | 7,8  |
| Palle rubate per gara | Isaac Burton    | Las Vegas Silver Bandits | 2,5  |
| Stoppate per gara     | Soumaila Samake | Cincinnati Stuff         | 2,7  |
| FG%                   | Alex Holcombe   | New Mexico Slam          | 63,4 |
| FT%                   | Kurk Lee        | Baltimore Bayrunners     | 93,2 |
| 3FG%                  | Shawnta Rogers  | Baltimore Bayrunners     | 47,2 |

## Riconoscimenti individuali
- IBL Most Valuable Player:  Doug Smith, St. Louis Swarm
- IBL Coach of the Year:  Bernie Bickerstaff, St. Louis Swarm
- IBL Rookie of the Year:  Danny Johnson, St. Louis Swarm

## Quintetti ideali
| ruolo | giocatore        | squadra                  |
| ----- | ---------------- | ------------------------ |
| A     | Tremaine Fowlkes | Cincinnati Stuff         |
| A     | J.R. Henderson   | Las Vegas Silver Bandits |
| C     | Doug Smith       | St. Louis Swarm          |
| G     | Ryan Lorthridge  | Trenton Shooting Stars   |
| G     | Danny Johnson    | St. Louis Swarm          |

| ruolo | giocatore    | squadra                  |
| ----- | ------------ | ------------------------ |
| A     | Jason Sasser | New Mexico Slam          |
| A     | Alex Sanders | Cincinnati Stuff         |
| C     | Rocky Walls  | Las Vegas Silver Bandits |
| G     | Ray Tutt     | Trenton Shooting Stars   |
| G     | Isaac Burton | Las Vegas Silver Bandits |